# Рожанка (Україна)
Рожа́нка — село в Україні, у Кам'янка-Бузькій міській громаді Львівського району Львівської області. Орган місцевого самоврядування — Кам'янка-Бузька міська рада. Населення становить 70 осіб. 

## Географія
Село розташоване за 51 км від обласного центру, 51 км від районного центру та 11 км від адміністративного центру міської громади. За 10 км знаходиться найближча залізнична станція Батятичі. В селі Рожанка лише одна вулиця — Вишнева, яка тягнеться уздовж усього села. Через село протікає невеличка Безіменна річка, яка є притокою річки Батючки, що впадає у Західний Буг.

## Населення
У 1880 році в Рожанці було 68 будинків, де мешкало 269 римо-католиків, 48 греко-католиків та 51 юдей, а загалом у ґміні мешкало 417 осіб, з них: 247 німців, 122 поляки та 48 українців. Станом на 1 січня 1939 року у селі мешкало 480 осіб, з них: 70 українців, 20 поляків, 15 євреїв та 375 німців. У 2021 році — 70 осіб.

## Історія
У 1880 році у Рожанці діяла однокласна початкова школа. Римо-католицька громада села належала до парафії у Кам'янці Струмиловій, а греко-католицька — у Батятичах.
1 квітня 1930 року село передане з Жовківського повіту Львівського воєводства до Кам'янко-Струмилівського повіту Тернопільського воєводства.
Львівська обласна рада рішенням від 30 червня 2005 року у Кам'янка-Бузькому районі відновила село Рожанка, раніше об'єднане з селом Зубів Міст, взяла його на облік nf підпорядкувала Зубівмостівській сільській раді.